# HMS Legion (G74)
HMS Legion (G74) là một tàu khu trục lớp L được Hải quân Hoàng gia Anh Quốc chế tạo vào cuối những năm 1930. Nó đã nhập biên chế và phục vụ trong Chiến tranh Thế giới thứ hai cho đến khi bị đánh chìm do không kích tại Malta vào ngày 26 tháng 3 năm 1942.

## Thiết kế và chế tạo
Legion được đặt hàng cho xưởng tàu của hãng Hawthorn Leslie and Company ở Newcastle upon Tyne vào ngày 31 tháng 3 năm 1938 trong Dự toán Ngân sách Hải quân 1937. Nó được đặt lườn vào ngày 1 tháng 11 năm 1938; được hạ thủy hơn một năm sau đó vào ngày 26 tháng 11 năm 1939. Vào năm 1940, cùng với ba chiếc khác thuộc lớp L, dàn vũ khí chính của nó được thay đổi thành tám khẩu QF 4 in (100 mm) Mk XVI trên bốn tháp pháo nòng đôi, và chúng được xếp lại lớp như những tàu khu trục phòng không. Legion được đưa ra hoạt động vào ngày 19 tháng 12 năm 1940 với chi phí chế tạo là 445.684 Bảng Anh, không kể đến những trang bị như vũ khí và thiết bị liên lạc do Bộ Hải quân Anh cung cấp. Trong khi chạy thử máy, một số khiếm khuyết bộc lộ, khiến con tàu phải được sửa chữa tại Greenock, Scotland cho đến tháng 1 năm 1941. Nó được cộng đồng cư dân của Borough ở Cheltenham, Gloucestershire đỡ đầu vào tháng 11 năm 1941.

## Lịch sử hoạt động

### Vùng biển nhà

HMS Legion trong cuộc viễn chinh đến quần đảo Lofoten, Na Uy, nơi binh lính được đổ bộ để phá hủy các kho xăng dầu

Sau khi hoàn tất sửa chữa, Legion được phân về Khu vực Tiếp cận phía Tây ở Greenock trong thành phần Đội hộ tống 11. Nó được bố trí nhiệm vụ bảo vệ các đoàn tàu vận tải, và đã chạy thử thành công radar Kiểu 286M cải tiến sử dụng ăn-ten xoay thay vì cố định. Vào tháng 2, nó hộ tống các đoàn tàu quân sự băng qua Khu vực Tiếp cận Tây Bắc; rồi lên đường hỗ trợ cho Chiến dịch Claymore, một cuộc đột kích lên quần đảo Lofoten, Na Uy vào ngày 1 tháng 3. Sau khi hoàn thành nhiệm vụ, nó gia nhập Đội hộ tống 14; và đến ngày 13 tháng 4 đã cứu vớt những người sống sót từ chiếc tàu buôn tuần dương vũ trang HMS Rajputana, vốn bị đắm do trúng ngư lôi phóng từ tàu ngầm U-boat Đức U-108 tại Khu vực Tiếp cận Tây Bắc. Nó đã cứu được 177 người, nhưng 40 người khác đã chìm cùng Rajputana.
Legion trải qua thời gian còn lại của tháng 4 làm nhiệm vụ hộ tống vận tải. Sang tháng 5, nó hộ tống các tàu chiến chủ lực thuộc Hạm đội Nhà truy tìm chiếc thiết giáp hạm Đức Bismarck. Tuy nhiên, nó phải tiếp nhiên liệu tại Iceland, nên đã không có mặt vào lúc Bismarck bị đánh chìm. Sau đó nó quay lại nhiệm vụ hộ tống vận tải.
Vào ngày 22 tháng 6, Legion và tàu chị em HMS Lance đã hộ tống tàu sân bay HMS Furious đi đến Gibraltar, trong một hoạt động nhằm chuyển giao máy bay tiêm kích đến Malta. Vài ngày sau, nó và các tàu khu trục khác đã hộ tống cho tàu sân bay HMS Ark Royal, thiết giáp hạm HMS Renown và tàu tuần dương HMS Hermione trong nhiệm vụ tương tự tăng cường thêm máy bay cho Malta. Hoạt động này được lặp lại sau đó với chiếc HMS Furious. Vào tháng 7, Legion quay trở về Greenock tiếp tục nhiệm vụ hộ tống vận tải tại Khu vực Tiếp cận phía Tây. Vào ngày 27 tháng 8, nó được bố trí để tăng cường cho việc hộ tống Đoàn tàu OG-71 vốn đang trên đường đi sang Anh và bị các tàu ngầm U-boat U-559, U-201 và U-564 tấn công. Các tàu hộ tống cuối cùng cũng đẩy lui được các kẻ tấn công, đi đến Liverpool vào ngày 25 tháng 8.

### Vận tải Malta
Vào tháng 9, Legion và chi hạm đội của nó quay trở lại Gibraltar tiếp tục nhiệm vụ hộ tống các tàu chiến chủ lực vận chuyển máy bay đến Malta. Vào ngày 24 tháng 9, nó đã bảo vệ cho các đoàn tàu vận tải cho Chiến dịch Halberd, vốn đã chịu đựng không kích nặng nề trên đường đi nhưng vẫn tiếp tục hành trình. Trên đường quay trở về Gibraltar, Halberd, Legion và HMS Gurkha đã tấn công và đánh chìm tàu ngầm Ý Adua bằng mìn sâu. Nó tiếp tục hộ tống các Đoàn tàu vận tải Malta trong tháng 10; tấn công bất thành tàu ngầm Đức U-205 vào ngày 23 tháng 10, rồi cứu vớt những người sống sót từ chiếc HMS Cossack vốn trúng ngư lôi phóng từ tàu ngầm U-boat U-563 về phía Tây mũi Spartel.

### HMSArk Royalbị đánh chìm

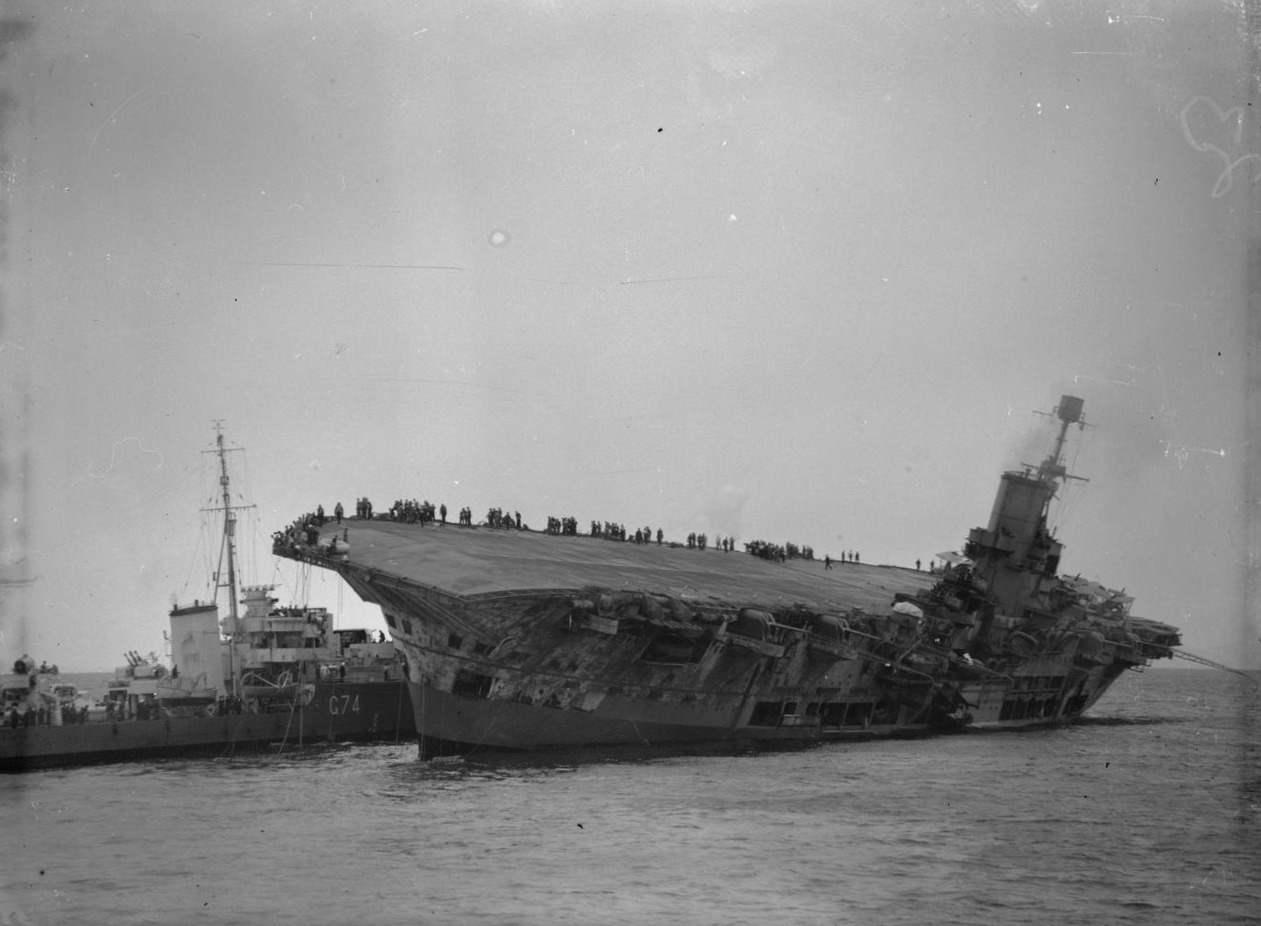
HMS Legion đang cặp mạn HMS Ark Royal bị hư hại và nghiêng để cứu những người sống sót

Vào tháng 11, Legion được điều động về Chi hạm đội Khu trục 4 và hộ tống thêm nhiều đoàn tàu vận tải đến Malta. Vào ngày 13 tháng 11, nó bị U-205 tấn công và tiến hành phản công nhưng không thành công. Trong khi đó, tàu sân bay HMS Ark Royal bị trúng ngư lôi phóng từ tàu ngầm Đức U-81 và bị bất động. Legion và tàu chị em HMS Lightning đã túc trục cạnh con tàu bị đánh hỏng, đón nhận 1.560 người sống sót. Legion sau đó quay trở lại chuyển một thủy thủ đoàn cốt lõi cho những nỗ lực kiểm soát hư hỏng.

### Địa Trung Hải
Sau khi Ark Royal bị đắm trong lúc đang được kéo đi, Legion quay trở lại Gibraltar, đến nơi vào ngày 24 tháng 11. Đến tháng 12, nó được chuyển sang phục vụ trong thành phần Hạm đội Địa Trung Hải. Vào ngày 13 tháng 12, nó có mặt trong đội hình hạm đội đã đánh chặn các tàu tuần dương Ý Alberto di Giussano và Alberico da Barbiano. Cả hai đều bị đánh chìm trong cuộc đụng độ diễn ra sau đó, được biết đến dưới tên gọi Trận chiến mũi Bon. Chiếc tàu phóng lôi Ý Cigno thuộc lớp Spica đã chạy thoát được.
Sau thành công này, Legion được bố trí cùng Lực lượng K để tấn công các đoàn tàu vận tải của phe Trục  tìm cách băng ngang Địa Trung Hải hỗ trợ các hoạt động quân sự. Trong quá trình phục vụ cùng Lực lượng K, nó chịu đựng một cuộc không kích trong cuộc đối đầu vào ngày 17 tháng 12, vốn phát triển thành Trận Sirte thứ nhất. Sau đó nó quay về Alexandria cùngn Lực lượng C vào ngày 19 tháng 12. Khi lưới chống tàu ngầm được nâng lên nhằm cho phép các con tàu đi vào cảng, tàu ngầm Ý Sciré cùng ba ngư lôi người đã nhân cơ hội xâm nhập, đặt chất nổ gây hư hại nặng cho các thiết giáp hạm HMS Queen Elizabeth và HMS Valiant cùng tàu chở dầu Savona. Vào ngày 28 tháng 12, Legion cùng với HMS Kipling đã đánh chìm tàu ngầm Đức U-75 ngoài khơi sau hai giờ rưỡi săn đuổi, sau vụ đánh chìm SS Volo.
Legion tiếp tục phục vụ hộ tống vận tải trong suốt tháng 1 năm 1942. Nó bị tàu ngầm Đức U-133 tấn công vào ngày 17 tháng 1 về phía Bắc Bardia. Cho dù nó thoát được, tàu khu trục HMS Gurkha đã bị đánh chìm. Vào ngày 27 tháng 1, thiết bị sonar ASDIC của nó được sửa chữa tại Malta; công việc này kéo dài cho đến giữa tháng 2, khi nó được điều động sang Chi hạm đội khu trục 22. Các hoạt động hộ tống vận tải được tiếp nối sau đó. Khi một trong các đoàn tàu vận tải mà nó hộ tống bị các tàu chiến của Hải quân Ý tấn công, vốn phát triển thành Trận Sirte thứ hai, Legion đã tấn công bằng ngư lôi vào đối phương. Các tàu chiến Ý sau đó chọn rút lui hơn là đối đầu nguy cơ bị tấn công bằng ngư lôi thêm nữa.
Vào ngày 23 tháng 3, Legion được cho tách ra để cùng HMS Eridge hộ tống cho chiếc SS Clan Campbell. Trong chiến dịch này, các con tàu chịu đựng không kích, và nó bị hư hại do những quả bom ném suýt trúng. Nó tiếp tục di chuyển với một động cơ sau khi các nỗ lực kiểm soát hư hỏng đã thành công trong việc ngăn nó không bị đắm, và nó rút lui về Malta. Nó được kéo vào ụ tàu vào ngày 25 tháng 3, nhưng trong khi chờ đợi để được sửa chữa, ụ tàu trở thành mục tiêu của các cuộc không kích tiếp theo. Legion trúng hai quả bom và bị hư hại nặng khi hầm đạn phía trước của nó phát nổ, khiến nó lật úp và đắm trong cảng. Con tàu được cắt làm đôi vào năm 1943, những nỗ lực nhằm giúp cho nó nổi trở lại bị thất bại. Sau chiến tranh xác tàu được tháo dỡ tại chỗ, và chỉ hoàn tất vào năm 1946.